# 2004年委內瑞拉總統查韋斯罷免公投
2004年8月15日，委內瑞拉舉行了罷免公投，以決定是否應罷免時任委內瑞拉總統烏戈·查韋斯。2004年6月8日，在委內瑞拉反對派成功收集到1999 年憲法要求的罷免連署數量後，全國選舉委員會(CNE)宣布了罷免公投成立。
最終官方公佈的結果，59%的投票者反對罷免查韋斯，公投未通過，但反對派指控舞弊。2004年，選舉觀察員的一份報告否定了舞弊假設。